# Gratel
Gratel (GRATEL d.o.o.) je slovensko podjetje, specializirano za dela splošne gradnje, montažne kabelske in telekomunikacijske sisteme, vodovodna in plinovodna omrežja ter elektromontažna dela.
Podjetje je zgradilo, gradi, oziroma namerava zgraditi optično omrežje v naslednjih mestih: Ljubljana, Maribor, Novo mesto, Murska Sobota, Kranj, Koper, Jesenice in Slovenska Bistrica.

## Afera v Ljubljani
Kronološko urejene povezave do strani z novicami o aferi:
- Telekom zavrnil gradnjo optičnega omrežja v Ljubljani Arhivirano 2007-03-15 na Wayback Machine.
- Telekom bo gradil optična omrežja
- Lahko da je kaj končalo v smeteh
- Janković Gratelu razveljavil soglasja
- Gratel bo vložil upravno tožbo proti MOL
- Gratel podkupil socialdemokrate?
- Gratel prijavil policiji krajo delovnih strojev
- Gratel odmaknil stroje Arhivirano 2007-09-28 na Wayback Machine.
- Spor se z ulice seli na sodišča
- Janković želi pogovore[mrtva povezava]
- Janković Gratelu koplje jamo
- Zoran Janković Telekomu odpisal dva milijona evrov
- Gratel bo nadaljeval z delom Arhivirano 2007-03-19 na Wayback Machine.